# Johann Heinrich Horb

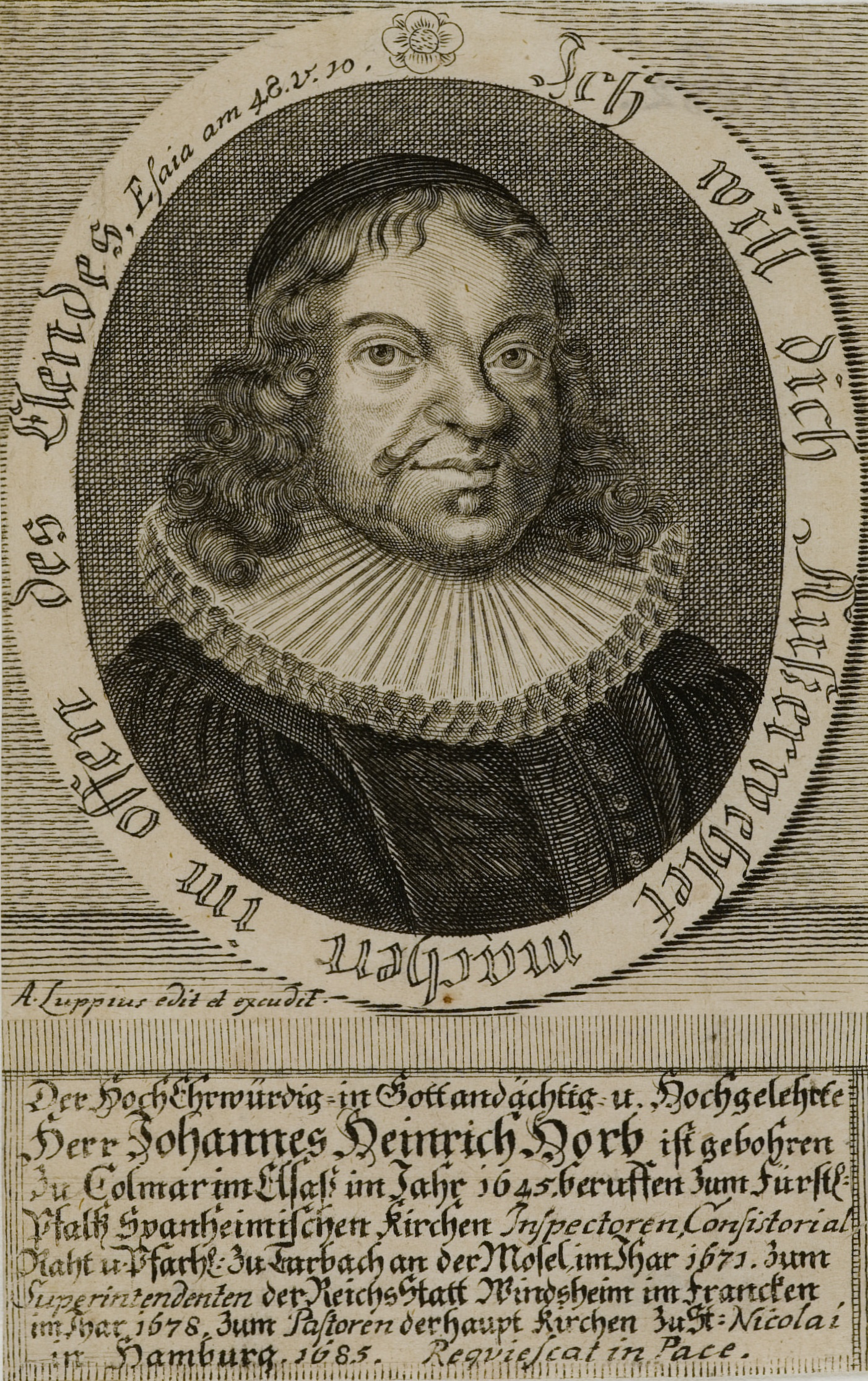
Johann Heinrich Horb, Kupferstich von Andreas Luppius

Johann Heinrich Horb (auch: Horbius, Horbe; * 11. Juni 1645 in Colmar; † 26. Januar 1695 in Schleems, heute Teil von Hamburg-Billstedt) war ein deutscher evangelischer und pietistischer Theologe.

## Leben
Als Sohn eines Arztes geboren, besuchte er das Gymnasium seiner Heimatstadt und begab sich 1661 an die Universität Straßburg, wo er 1664 den akademischen Grad eines Magisters erlangte. Daraufhin ging er an die Universität Jena, die Universität Leipzig, die Universität Wittenberg, die Universität Helmstedt und die Universität Kiel. Im Anschluss begleitete er einige Jugendliche nach Holland, England und Frankreich.
1670 begab er sich von Paris nach Straßburg, wurde 1671 Kirchenrat und Hofprediger in Bischweiler und bald darauf Superintendent der Grafschaft Sponheim und erster Prediger in Trarbach an der Mosel. Von dort kam er 1679 als Superintendent nach Windsheim und 1685 als Hauptpastor von St. Nikolai nach Hamburg.
Horb war wie sein Schwager Philipp Jacob Spener ein Vertreter des Pietismus und zog sich dadurch den Unwillen der Vertreter der lutherischen Orthodoxie zu. In seinem Haus in Hamburg führte er Privatvorlesungen durch, was vor allem Johann Friedrich Mayer und Samuel Schultze erboste, da diese in dem Vorgehen eine Abkehr von der lutherischen Kirchenlinie sahen. So waren Neuerungen in der evangelischen Kirche, gerade durch die Festhaltung an den lutherischen Prinzipien in den Augen der Orthodoxen, fast unmöglich. Sie wurden fast immer mit der Unterstellung reglementiert sich der konträren Reformierten Linie genähert zu haben. Diese wurden aber von den Lutherischen Orthodoxen genauso verfolgt, wie es einst die verhasste katholische Kirche tat.
Horb fand Unterstützer in seinen Hamburger Kollegen Johann Winckler, dem Hauptpastor von St. Michaelis, und Abraham Hinckelmann, dem Hauptpastor von St. Katharinen. Aber die Vertreter der lutherischen Orthodoxie ließen nicht nach und strengten ein Verfahren vor dem Geistlichen Ministerium an. Dieses beschloss am 14. März 1690 den Hamburger Religions-Revers, in dem sich die Hamburger Pfarrer verpflichten sollten, sich treu an die hergebrachten Kirchenzeremonien zu halten und keine weiteren Neuerungen mehr zuzulassen. Diesen unterschrieben Horb und seine dem Pietismus zugewandten Freunde nicht.
Der theologische Disput wurde dann wieder auf der Kanzel ausgetragen, wodurch die Hamburger Bevölkerung aufgewiegelt wurde. Als Horb zu Silvester 1692 das Büchlein des französischen Mystikers Pierre Poiret „Die Klugheit der Gerechten, die Kinder nach den wahren Gründen des Christentums von der Welt zu dem Herrn zu erziehen“ in Umlauf brachte, war das für Mayer Anlass für eine weitere Intervention. In einer tumultartigen Bürgerversammlung am 24. November 1693 beschloss man Horbs Absetzung. Um dem Unmut der aufgebrachten Bevölkerung zu entgehen, verließ dieser mit seiner Familie die Stadt und ging nach Schleems bei Schiffbek im heutigen Stadtteil Hamburg-Billstedt, wo er noch ein Jahr lebte, bevor er verstarb.
Horb war mit Sophia Cäcilia Spener (1640–1727) verheiratet, mit der er vier Söhne hatte.

## Werkauswahl
Als Autor hat Horb sich vor allem in seinen theologischen Schriften verewigt. So hat er eine mehrmals gedruckte Erklärung des Katechismus von Martin Luther herausgegeben, zudem betätigte er sich als Erbauungsschriftsteller mit historischen Bezug und gab einige Schriften heraus die in der kontroversen Beziehung als Vertreter des Pietismus standen.
- Erfordertes Bedenken auf D. Phil. Jac. Speneri Pia desideria 1676,
- Der gründl. Wortverstand des kleinen Catechismi D. Lutheri… samt einer Vorrede D. Phil. Jac. Speneri. 1683, 1686
- Der evangelischen Lehre göttliche Gewißheit u. Kraft z. Heiligung der Herzen…, v. D. Ph. J. Spener mit einer Vorrede ausgegeben. 1688. 1731;
- Apologia oder Gründliche und schriftgemäße Verantwortung, welche er auf Befehl des Raths der Stadt Hamburg… am 27.6. v. sich gegeben. 1693
- Das vielfältige u. schmerzliche Leiden unseres Heilandes Jesu Christi… samt Vorrede J. Winckleri. 1700
- Historia Origeniana. Frankfurt 1670
- Historia Manichaerum. Frankfurt 1670
- Historia haeros Unitariorum. Frankfurt 1671
- Disquisitio de ultima origine haereseos Simonis Magi. Leipzig 1669